# 2009-es jégkorong-világbajnokság
A 2009-es jégkorong-világbajnokság a 73. világbajnokság volt, amelyet a Nemzetközi Jégkorongszövetség szervezett. A vb-ken 46 ország válogatottja vett részt négy szinten. A világbajnokságok végeredményei alapján alakult ki a 2010-es jégkorong-világbajnokság főcsoportjának illetve divízióinak mezőnye.

## Főcsoport
A főcsoport világbajnokságát 16 csapat részvételével április 24. és május 10. között rendezték Svájcban.
- Oroszország – világbajnok
- Kanada
- Svédország
- Egyesült Államok
- Finnország
- Csehország
- Lettország
- Fehéroroszország
- Svájc
- Szlovákia
- Norvégia
- Franciaország
- Dánia
- Ausztria – Kiesett a divízió I-be
- Németország – A 15. helyen végzett, de a 2010-es vb rendezőjeként nem eshetett ki.
- Magyarország – Kiesett a divízió I-be

## Divízió I
A divízió I-es jégkorong-világbajnokság A csoportját Vilniusban, Litvániában, a B csoportját Toruńban, Lengyelországban április 11. és 17. között rendezték.
| A csoport - Kazahsztán – Feljutott a főcsoportba - Szlovénia - Japán - Litvánia - Horvátország - Ausztrália – Kiesett a divízió II-be | B csoport - Olaszország – Feljutott a főcsoportba - Ukrajna - Nagy-Britannia - Lengyelország - Hollandia - Románia – Kiesett a divízió II-be |

## Divízió II
A divízió II-es jégkorong-világbajnokság A csoportját Újvidéken, Szerbiában, a B csoportját Szófiában, Bulgáriában rendezték április 6. és 13. között.
| A csoport - Szerbia – Feljutott a divízió I-be - Észtország - Kína - Izland - Izrael - Észak-Korea – Kiesett a divízió III-ba | B csoport - Dél-Korea – Feljutott a divízió I-be - Belgium - Spanyolország - Bulgária - Mexikó - Dél-afrikai Köztársaság – Kiesett a divízió III-ba |

## Divízió III
A divízió III-as jégkorong-világbajnokságot Dunedinben, Új-Zélandon rendezték április 10. és 16. között.
- Új-Zéland – Feljutott a divízió II-be
- Törökország – Feljutott a divízió II-be
- Luxemburg
- Görögország
- Írország
- Mongólia (visszalépett)